# Том Соун
Том Соун (англ. Tom Soehn; нар. 15 квітня 1966, Чикаго) — американський футболіст, який грав на позиції захисника. Відомий за виступами в клубах MLS «Даллас Берн» та «Чикаго Файр». По завершенні ігрової кар'єри — тренер. З 2018 року очолює тренерський штаб команди «Бірмінгем Леджен».

## Ігрова кар'єра
Том Соун народився 1966 року в Чикаго. На університетському рівні грав у складі команди «Вестерн Іллінойс Літернекс».
У 1988—1992 році Соун грав у складі шоубольної команди «Вічіта Вінгз», а з 1989 до 1990 року грав також за команду Канадської професійної футбольної ліги «Оттава Інтрепід», в якій того року взяв участь у 27 матчах чемпіонату. У 1991 році футболіст грав у складі іншої команди Канадської професійної футбольної ліги «Гамільтон Стілерз».
У 1992—1993 роках Том Соун грав у складі шоубольної команди «Денвер Тандер», а в 1992—1994 роках у складі футбольного клубу Американської професійної футбольної ліги «Колорадо Фоксес», а в 1993—1996 роках також знову грав у складі шоубольної команди «Вічіта Вінгз».
У 1996 році, після заснування MLS, Том Соун став гравцем клубу нової професійної ліги «Даллас Берн», у складі якого грав до 1998 року, та став гравцем основного складу команди. У 1998 році футболіст перейшов до іншої команди MLS «Чикаго Файр», за яку грав до 2020 року, після чого завершив виступи на футбольних полях.

## Кар'єра тренера
Том Соун розпочав тренерську кар'єру відразу по завершенні кар'єри гравця, і в 2001 році увійшов до тренерського штабу клубу MLS «Чикаго Файр», в якому він завершив кар'єру футболіста. У чиказькому клубі колишній футболіст працював до 2003 року", після чого перейшов на посаду асистента головного тренера іншого клубу MLS Ді Сі Юнайтед". У 2007 році, після відставки головного тренера Пьотра Новака, Соун очолив тренерський штаб «Ді Сі Юнайтед», та працював головним тренером клубу до 2009 року.
У 2010 році Том Соун став технічним директором канадського клубу MLS «Ванкувер Вайткепс», а в 2011 році став виконуючим обов'язки головного тренера клубу, після чого в 2012 році входив до тренерського штабу ванкуверської команди.
На початку 2014 року Соун став асистентом головного тренера клубу MLS «Нью-Інгленд Революшн». У 2017 році він став виконуючим обов'язки головного тренера клубу, та працював на цій посаді до кінця року. З початку 2018 року Том Соун очолює тренерський штаб команди USL «Бірмінгем Леджен».